# Запис Бугарчића липа (Кулиновци)
Запис Бугарчића липа (Кулиновци) се налази на парцели чији је власник Бугарчић Александар и Драган.

## Локација
| Општина             | Чачак                                                                       |
| Катастарска општина | Кулиновци                                                                   |
| Потес               | Бугарчићи                                                                   |
| Координате          | 43° 51′ 38″ С; 20° 21′ 37″ И / 43.860599999999998° С; 20.360199999999999° И |
| Надморска висина    | 322m                                                                        |

## Карактеристике
Дендрометријске вредности утврђене на терену и сателитским снимцима:
| Стабло                     | Липа |
| Висина стабла              | m    |
| Обим дебла                 | m    |
| Пречник крошње             | 14m  |
| Пречник дебла              | m    |
| Висина дебла до прве гране | m    |

## База записа
Запис је у оквиру Викимедија пројекта "Запис - Свето дрво" заведен под редним бројем 0908.